# Caldera (Costa Rica)

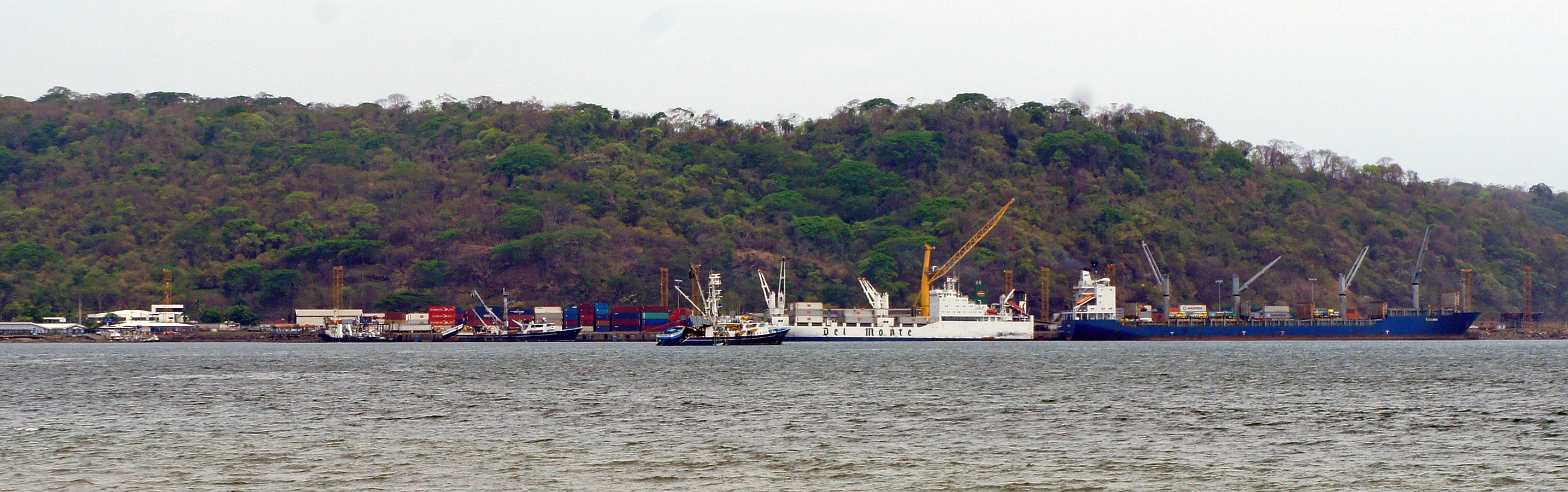
Der Hafen von Caldera (2013)

Caldera ist eine Hafenstadt im Kanton Esparza in der Provinz Puntarenas des mittelamerikanischen Staates Costa Rica. Sie liegt etwa 30 Kilometer südlich von Puntarenas.
Der Hafenbetrieb Calderas wurde 1577 begonnen, 1834 wurde die Handelsschifffahrt nach Puntarenas verlegt.
Koordinaten: 9° 55′ N, 84° 43′ W